# Jiří Kovář
Jiří Kovář (Zlín, 16 de novembro de 1989) é um voleibolista indoor italiano de origem checa que atua na posição de ponteiro.

## Carreira

### Clube
Kovář começou a atuar profissionalmente pelo Sisley Treviso em 2006. Em 2009, após se transferir para o Esse-Ti Carilo Loreto, conquistou o título do Campeonato Italiano - Serie A2. Voltou a atuar no Sisley Treviso na temporada 2010/11, onde conquistou seu primeiro título continental, a Taça CEV de 2011. No final da temporada, foi anunciado como o novo reforço do Cucine Lube Civitanova para competir pelo clube na temporada 2011/12.
Em sua primeira temporada com o clube da província de Macerata, o atleta conquistou o título do Campeonato Italiano - Serie A1 2011/12, e no ano seguinte a Supercopa da Itália de 2012. Repetiu o mesmo feito em 2014 ao conquistar os mesmos títulos defendendo as cores do Lube.
Em 2017, além de ter conquistado o tricampeonato do Campeonato Italiano - Serie A1 da temporada 2016/17, conquistou o inédito título da Copa da Itália e agradou os fãs do Lube ao anunciar que estenderia o seu contrato com o clube até 2019.
Na temporada 2018/19 conquistou o Campeonato Italiano 2018-19, o quarto da sua carreira. Se tornou campeão europeu ao conquistar o título da Liga dos Campeões de 2018-19 após derrotar o Zenit Kazan. No final do ano conquistou o título do Campeonato Mundial de 2019 ao bater o Sada Cruzeiro por 3 sets a 1, em Betim, Minas Gerais; sendo o primeiro título do atleta e do clube nessa competição. Na temporada seguinte conquistou seu segundo título da Copa da Itália.
Na temporada 2020/21 conquistou a Copa da Itália 2020/21, a segunda de sua carreira. Finalizou a temporada com mais uma taça do Campeonato Italiano 2020/21 ao derrotar o Sir Safety Perugia na melhor de 5 jogos nas finais do scudetto.

### Seleção
Ingressou na seleção profissional adulta italiana na Liga Mundial de 2011, onde terminou na 6ª colocação. Em 2013, pela temporada de seleções, conquistou o terceiro lugar da Liga Mundial de 2013, ao derrotar a seleção búlgara. Foi vice-campeão do Campeonato Europeu de 2013 ao ser derrotado pela seleção russa por 3 sets a 1 na final única. Na Copa dos Campeões no mesmo ano, conquistou o terceiro lugar da edição.
Voltou a conquistar uma medalha de bronze com a seleção italiana após vencer a seleção iraniana por 3 sets a 0 na Liga Mundial de 2014.
Após ficar 4 anos sem representar a seleção italiana, o atleta foi pego no exame anti-doping em 2018 e ficou impossibilitado de competir por 4 meses. Em 2021 voltou a ser convocado para atuar pela seleção italiana para competir a sua primeira olimpíada da carreira, onde ficou em 6º lugar com a seleção azzurra nos Jogos Olímpicos - Tóquio 2020.

## Títulos por clubes
- Mundial de Clubes: 1

2019
- Liga dos Campeões: 1

2018-19
- Taça CEV: 1

2010-11
- Campeonato Italiano: 6

2011-12, 2013-14, 2016-17, 2018-19, 2020-21, 2021-22
- Copa da Itália: 3

2016-17, 2019-20, 2020-21
- Supercopa Italiana: 2

2012, 2014

## Clubes
| Clube                  | País   | De   | A     |
| ---------------------- | ------ | ---- | ----- |
| Sisley Treviso         | Itália | 2006 | 2008  |
| Esse-Ti Carilo Loreto  | Itália | 2008 | 2009  |
| Marmi Lanza Verona     | Itália | 2009 | 2010  |
| Sisley Treviso         | Itália | 2010 | 2011  |
| Cucine Lube Civitanova | Itália | 2011 | atual |